# Компанеец, Александр Соломонович

Надгробие на могиле Александра Соломоновича Компанейца.

Александр Соломонович Компанеец (при рождении Александр Зельманович Компанеец; 4 января 1914 — 19 августа 1974) — советский физик-теоретик, доктор физико-математических наук, ученик Л. Д. Ландау (первым сдал ему знаменитый теорминимум).

## Биография
Родился в семье врачей Соломона Марковича Компанейца и Елены Абрамовны Бердичевской (1885—1923), родом из Бердянска. Мать приходилась племянницей композитору Юлию Дмитриевичу Энгелю. До революционных событий 1917 года семья жила в Орле, затем вернулась в Екатеринослав.
В 1934 окончил Харьковский механико-машиностроительный институт. В 1934—41 — в Харьковском физико-техническом институте АН УССР. В 1941—1944 — в Физическом институте АН УзССР (Ташкент), одновременно преподавал в Ташкентском политехническом институте. С 1945 года доктор физико-математических наук, профессор. С 1946 года и до конца жизни — в Институте химической физики АН СССР (Москва). В 1947—1974 — профессор МИФИ.
Внёс фундаментальный вклад в решение таких задач, как установление равновесия между веществом и излучением, нелинейная автомодельная тепловая волна от мгновенного точечного источника, лучистый перенос энергии, радиоизлучение сильного взрыва, сильный взрыв в неоднородной атмосфере с её прорывом, ударные волны в пластичных средах и другие проблемы сильного взрыва, теория ускорителей (сильноточные ускорители, теории группирователя, теория резонаторов). Вывел уравнение, описывающее спектры излучения, взаимодействующего с разреженным электронным газом (уравнение Компанейца). 
Похоронен на Новом Донском кладбище в Москве, участок 1, аллея 2.

## Семья
- Жена — Татьяна Исааковна Рабинович. 
  - Дочь — художница Катя Компанеец.
  - Сын — Дмитрий Компанеец.
- Племянница — Елена Сергеевна Новик, фольклорист, доктор философских наук.

## Награды
- орден «Знак Почёта» (27.03.1954)